# Kenny Deuchar
Dr. Kenneth Robert John Deuchar, meglio noto come Kenny Deuchar (Stirling, 6 agosto 1980), è un ex calciatore scozzese, di ruolo attaccante.

## Biografia
Prima di arrivare al Gretna, studia Medicina all'Università di Dundee per sei anni, giocando a calcio part-time e divenendo noto come the good Doctor.

## Carriera
Centravanti ambidestro, vanta una sessantina di presenze in Scottish Premiership, 30 incontri di MLS e 2 sfide di Coppa UEFA 2006-2007 con la maglia del Gretna: con questa società, ha contribuito a una storica tripla promozione dal quarto livello del calcio scozzese al primo tra il 2004 e il 2007, raggiungendo anche la finale di Scottish Cup nel 2006, persa ai rigori contro l'Hearts. In particolare, nella stagione 2004-2005, realizza 38 reti in 36 giornate di campionato, mantenendo una media reti/partita superiore a 1 ed eguagliando il record di Jimmy Greaves, che aveva realizzato sei triplette in un'unica stagione. Anche nell'annata seguente, è decisivo, andando a segno in 18 occasioni nelle 34 sfide a cui prende parte, tenendo una media reti/partita superiore a 0,5.
Ritiratosi inizialmente nel luglio del 2012, decide di ritornare sui terreni di gioco con la maglia dell'Arbroath nell'inverno del 2014.

## Palmarès

### Club

#### Competizioni nazionali
- Scottish Third Division: 1

Gretna: 2004-2005
- Scottish Second Division: 1

Gretna: 2005-2006
- Scottish First Division: 1

Gretna: 2006-2007

### Individuale
- Capocannoniere della Scottish Third Division: 1

2004-2005 (38 reti)
- Capocannoniere della Scottish Second Division: 1

2005-2006 (18 reti)